# Larinia fangxiangensis
Larinia fangxiangensis är en spindelart som beskrevs av Zhu, Lian och Chen 2006. Larinia fangxiangensis ingår i släktet Larinia och familjen hjulspindlar. Inga underarter finns listade i Catalogue of Life.